# 天主教奧尼查總教區
天主教奧尼查總教區（拉丁語：Archidioecesis Onitshana）是尼日利亞一個羅馬天主教教省總教區，下轄六個教區。是該國九個總教區之一。
1889年7月15日設達下尼日爾宗座監牧區，1920年4月16日升為南尼日利亞宗座監牧區。1950年4月18日升為總教區。
總教區於2004年時有教友1,373,660人（佔轄區總人口66.7%）、八十五個堂區和299名司鐸。現任總主教為瓦萊利安·奧科克、輔理主教為丹尼斯·基迪·依斯佐。